# 柳又谷
柳又谷（やなぎまたたに）は、富山県黒部市にある黒部川水系黒薙川の支流にある渓谷。日本百名谷の一つで、沢登りのグレードは最難の6級。深い峡谷の他に標高750〜800m地点には柳河原と呼ばれる平坦地があり奥山廻りの通過点にもなった。

## 概要
白馬岳と旭岳を源流とし両峰の間に柳又谷源頭カールを形成した後、クラガリ峡、上ノ廊下、オーレン滝、飛竜峡と深いV字谷を形成し北又谷に合流する。　
加賀藩による国境警備や盗伐対策を目的として黒部川流域で奥山廻りが行われており、そのうち下奥山廻りは小川温泉から北又谷に出て南上し、杉谷から横山の脇の柳又乗越(杉谷峠)を抜けて柳又谷の柳河原を通っていた。その後はカシナギ谷(地理院地図上のタンバラ谷)を通って猫又山・清水山・白馬岳と往来する巡回するルートであった。
柳又谷の上流は特別天然記念物白馬連山高山植物帯に指定されており旗形のオオシラビソが見られる。

## アクセス
下流側は北又小屋から柳又谷出合へアクセスする。

## 地理
下流側からの地名は以下の通り
- 北又堰堤 (二又)
- 飛竜峡
- カシ薙深層谷
- タンバラ谷(カシ薙谷)
- 柳河原 - 下奥山廻りでは横山の東、柳又乗越(杉谷峠)からここへ往来していた。
- オル谷
- ヨモギ谷
- マガリ谷
- ナガオ谷
- オーレン滝
- オーレン谷
- 上ノ廊下
- カゴ谷
- 水谷
- ゼンマイ谷
- 赤男谷
- ササゴ又
- ナル谷
- クラガリ峡
- ハヤタン
- レンゲ谷
- 長池
- 柳又源頭カール

## 参考出典
『富山県の地名』平凡社